# Triphenylphosphindibromid
Triphenylphosphinbromid ist eine Organophosphorverbindung mit pentavalentem Phosphor. Vom strukturell verwandten Triphenylphosphin unterscheidet sie sich dadurch, das am Phosphor zwei zusätzliche Bromatome gebunden sind.

## Herstellung
Triphenylphosphindibromid kann durch Reaktion von Triphenylphosphin und Brom in Acetonitril hergestellt werden.

## Reaktionen
Triphenylphosphindibromid spaltet Lactone, wobei im Vergleich zur zugrundeliegenden Hydroxycarbonsäure die Carboxylgruppe in ein Säurebromid umgewandelt ist und die Alkoholgruppe in ein Bromatom. Die Verbindung eignet sich auch zur gezielten Erzeugung von Carbonsäurebromiden aus Carbonsäuren. Die Fähigkeit, alkoholische Hydroxygruppen zu Bromiden umzusetzen, wurde in einer Totalsynthese der Crepeninsäure angewendet. Weiterhin eignet es sich als Reagenz für die direkte Veresterung von Alkoholen mit Carbonsäuren. Dabei werden zwischenzeitlich wohl beide Edukte an das Phosphoratom gebunden. Das Triphenylphosphindibromid wird dabei in Triphenylphosphinoxid umgewandelt.

## Verwendung
Triphenylphosphindibromid wurde erstmals 1959 in der Synthese zur Herstellung von Alkyl- und Acylbromiden aus Alkoholen und Carbonsäuren sowie zur Dehydratisierung von Amiden und Oximen zu Nitrilen verwendet. Seitdem ist es als vielseitiges Reagenz für eine Reihe von synthetischen Reaktionen weit verbreitet. Es kann auch zur Dehydratisierung von Harnstoffen zu Cyanamiden verwendet werden.